# Catching a Tiger
Catching a Tiger je debutové album americké zpěvačky a skladatelky Lissie, které bylo vydáno 21. června 2010 vydavatelstvím Columbia Records. V USA bylo vydáno 17. srpna 2010 vydavatelstvím Fat Possum Records.

## Singly
- Skladba "In Sleep" byla vydána jako první singl alba v dubnu 2010 a stala se singlem týdne na iTunes v UK.
- "When I'm Alone" byla vydána jako druhý singl alba 21. června 2010.
- "Cuckoo" je třetí singl, který byl vydán spolu s dalšími skladbami, cover verzí písně "Bad Romance" od zpěvačky Lady Gaga a skladbou "It's Not Me". Tento singl byl vydán 30. srpna 2010.

## Ohlas kritiků
Album Catching a Tiger obdrželo ve většině případů příznivé recenze. Paul Cole ze Sunday Mercury napsal, "Lissin bluesový tón hlasu krouží v samostatně-ohraničených skladbách jako tygřice v kleci, která čeká na moment, kdy se vrhne na svého ošetřovatele. Nic vás nepřipraví na moment, kdy po nestydatě rozjeté písni In Sleep, Lissie nečekaně změní směr na éterické skladby Bully a Little Lovin’. Zatímco skladba Stranger je ztělesněná popová skladba jako z let šedesátých. Ohromující debutové album!"
Ve velmi pozitivní recenzi kritika z BBC Mika Divera je napsáno: "Z Lissie Maurus vás dokáže rozbolet břicho. Ne proto, že by nebyla dobrá - spíše naopak. Album Catching a Tiger je debut, o kterém mohou začínající umělci pouze snít. Jde o tvorbu dívky, která vypadá, dokonce s cigaretou visící z jejích bledých úst, jako modelka z let minulých. Ale ona zní jako jedna z nejlepších ženských zpěvaček této generace, aniž by se jí opravdu snažila být."
Kritici z News of the World ohodnotili album Catching a Tiger 4 hvězdami z 5 a napsali "Tato illinoiská dívka zpívá tak sexy, že na tomto debutovém albu není závěrečný tón nikdy dost daleko... Všech 12 skladeb by mohly být singly. Catching A Tiger? Ona je již řvoucí lvicí."
Kritik Rick Pearson z Evening Standard ohodnotil album 4 z 5 hvězd a označil jej za album týdne. V jeho recenzi velmi vychvaluje "Lissin kouřový nádech hlasu připomíná Stevie Nicks z Fleetwood Mac" a označuje album jako "brilantní."
Sammy Richman z The Independent napsal ve své recenzi, že "Lissino debutové album je jako osvěžující plátek popu, které mé unavené uši neslyšely již celé roky. V jeden moment mi připomíná Edie Brickell, poté Stevie Nicks a nakonec Bobbie Gentry."
Ve velmi pozitivní recenzi Sophie Stratford z The Northern Echo je Lissie vychvalována za to, že její "hlas, nakřápnutý vlivem blues a folku, je takový, že by mohl většinu rockových zpěváků zahanbit", album popsala jako "perfektní nahrávku pro slunečné dny a pro rychlou jízdu po dálnici s větrem ve vlasech."

## Seznam skladeb
| Standardní vydání | Standardní vydání | Standardní vydání                   | Standardní vydání | Standardní vydání |
| Pořadí            | Název             | Autor                               | Producent/i       | Délka             |
| ----------------- | ----------------- | ----------------------------------- | ----------------- | ----------------- |
| 1.                | Record Collector  | Elisabeth Maurus, Craig Dodds       |                   | 3:44              |
| 2.                | When I'm Alone    | Maurus, Jim Irvin, Julian Emery     |                   | 3:41              |
| 3.                | In Sleep          | Maurus, Irvin, Emery                |                   | 4:58              |
| 4.                | Bully             | Maurus, Bill Reynolds, Tyler Ramsey |                   | 3:44              |
| 5.                | Little Lovin'     | Maurus, Angelo Petraglia            |                   | 4:29              |
| 6.                | Stranger          | Maurus, Reynolds, Robert Meek       |                   | 3:08              |
| 7.                | Loosen the Knot   | Maurus, Irvin, Emery                |                   | 3:30              |
| 8.                | Cuckoo            | Maurus, Irvin, Emery                |                   | 3:37              |
| 9.                | Everywhere I Go   | Maurus, Curt Schneider              |                   | 4:09              |
| 10.               | Worried About     | Maurus                              |                   | 4:26              |
| 11.               | Look Away         | Maurus                              |                   | 4:30              |
| 12.               | Oh Mississippi    | Maurus, Ed Harcourt                 |                   | 3:23              |

| iTunes edice | iTunes edice          | iTunes edice | iTunes edice | iTunes edice |
| Pořadí       | Název                 | Autor        | Producent    | Délka        |
| ------------ | --------------------- | ------------ | ------------ | ------------ |
| 13.          | Needle Starts to Fall |              |              | 3:48         |
| 14.          | This Much I Know      |              |              | 3:37         |

## Hitparády
| Hitparáda(2010)                 | Nejvyšší dosažená pozice |
| ------------------------------- | ------------------------ |
| European Albums Chart           | 87                       |
| German Albums Chart             | 27                       |
| Greek Albums Chart              | 27                       |
| Irish Albums Chart              | 68                       |
| Norwegian Albums Chart          | 4                        |
| Swiss Album Charts              | 48                       |
| UK Albums Chart                 | 12                       |
| US Billboard Folk Albums        | 5                        |
| US Billboard Independent Albums | 34                       |
| US Billboard Top Heatseekers    | 5                        |